# Anton Bumm

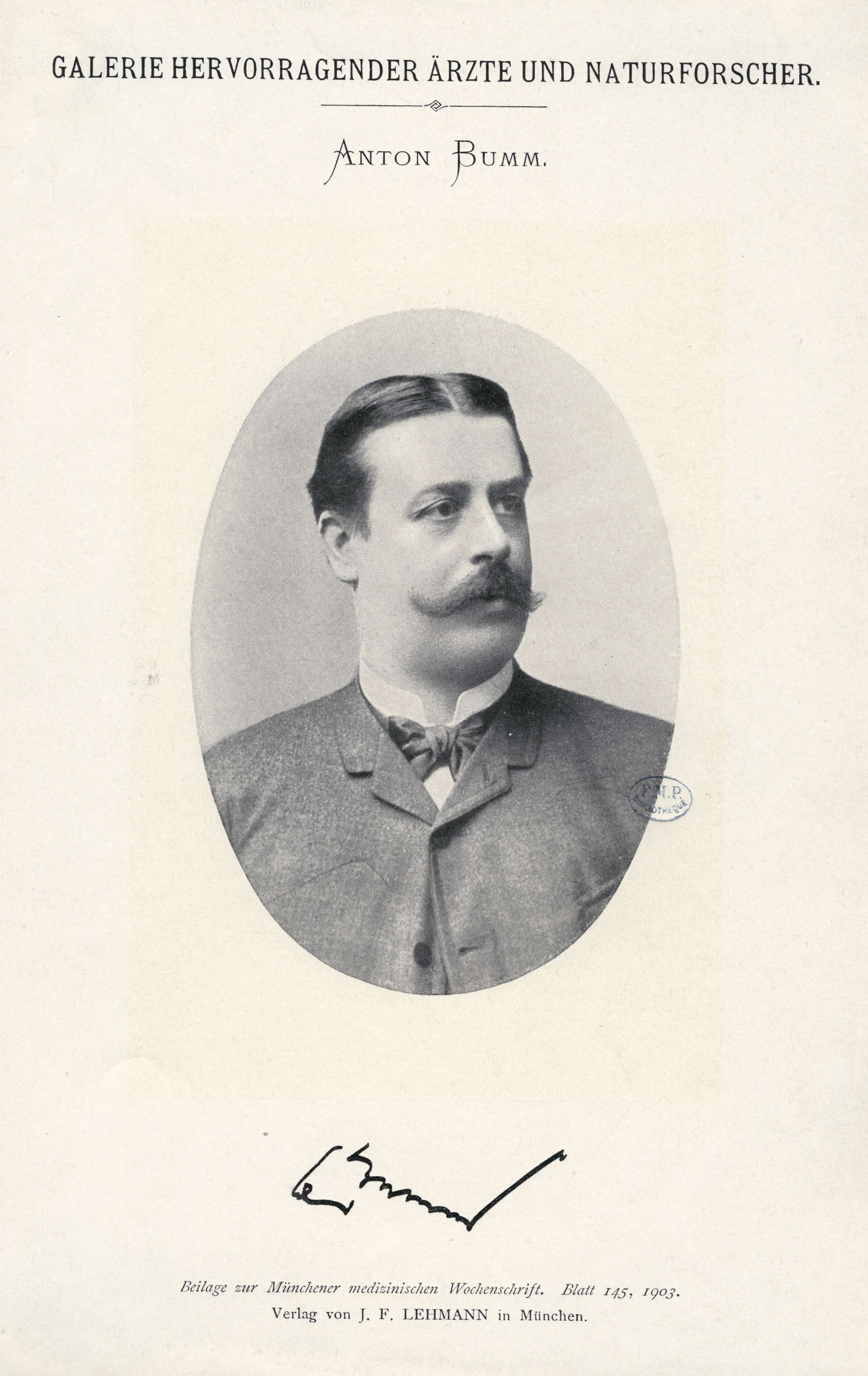
Anton Bumm (1849–1903)

Anton Josef Rupprecht Bumm (* 27. März 1849 in Würzburg; † 13. April 1903 in München) war ein deutscher Psychiater und Professor für Psychiatrie in Erlangen und München.

## Familie
Anton Bumms Vater, Kaspar Bumm, war Taubstummenlehrer. Er hatte eine ältere Schwester, Franziska, die Taubstummenlehrerin war und drei jüngere Brüder: Der Jurist Karl von Bumm (1851–1909), der Gynäkologe Ernst Bumm (1858–1925) und der Jurist Franz Bumm (1861–1942).

## Leben
Bumm begann sein Medizinstudium 1867 an der Julius-Maximilians-Universität Würzburg. Noch vor dem Ende des Studiums nahm er am Deutsch-Französischen Krieg 1870/71 teil. Seine dort gemachten Erfahrungen als Lazarettarzt waren Grundlage seiner Dissertation Über Schusswunden, mit der er 1872 in Würzburg promoviert wurde. Nach dem Medizinstudium, unter anderem bei Franz Rinecker, war Bumm seit 1873 Assistenzarzt an der Kreisirrenanstalt Werneck. 1877 wirkte er als Psychiater in München und ab 1883 in Erlangen. 1884 wurde er Direktor der Irrenanstalt Deggendorf und ab 1888 Direktor der Kreisirrenanstalt für Mittelfranken in Erlangen, sowie damit verbunden außerordentlicher Professor für Psychiatrie an der dortigen Universität. 1897 folgte er einem Ruf an die Ludwig-Maximilians-Universität nach München als Ordinarius für Psychiatrie. Zeitgleich war er bis November 1900 Direktor der Oberbayerischen Kreisirrenanstalt Eglfing.

## Schriften
- Anton Bumm: Zur Geschichte der panoptischen Irrenanstalt. Festschrift zur Feier des fünfzigjährigen Bestehens der Kreisirrenanstalt für Mittelfranken in Erlangen. Erlangen 1896.